# Gordon Kennedy
Pour les personnes homonymes, voir Kennedy.
Gordon Kennedy né le 22 février 1958 à Tranent, est un acteur écossais. Il a surtout joué à la télévision, notamment le rôle de Petit Jean dans la série télévisée Robin des Bois (2006–2009).

## Biographie
Gordon a grandi dans Tranent. Il a fréquenté le Collège d'Édimbourg, et quelques années après l'université de Strathclyde.
Il se fit connaître dans le sketch show Absolutely (en). Il a joué dans de nombreuses pièces de théâtre, y compris le rôle du sergent Bruce Hornsby dans « Le Petit Chaperon rouge ».
Il est également apparu plusieurs fois sur la BBC en Écosse.
Avant d'être acteur, Gordon Kennedy a été professeur de sport, plus particulièrement professeur de rugby.

### Vie personnelle
Il vit avec sa femme Susan et leurs deux fils, Patrick et James, à Tranent dans la région d'East Lothian en Écosse (au sud-est d'Édimbourg). Il a deux frères ainés. Son père était médecin et sa mère femme au foyer.

## Filmographie

### Cinéma
- 1992 : Just Like a Woman
- 1999 : With or Without You
- 2000 : The Announcement
- 2009 : Mad Sad & Bad

### Télévision
- 1986 : The Russ Abbot Show
- 1988 : Inspecteur Morse, épisode The Settling of the Sun
- 1988 : This is David Lander
- 1989–1993 : Absolutely
- 1989 : Red Dwarf (Red Dwarf)
- 1994 : Jolly a Man for All Seasons
- 1995 : Atletico Partick
- 1998 : The Morwenna Banks Show
- 1998 : Stressed Eric
- 1998 : Norman Ormal: A Very Political Turtle
- 1999 : Bostock's Cup
- 2000 : Glasgow Kiss
- 2001 : Love or Money
- 2001 : Baddiel's Syndrome
- 2002 : Where the Heart Is (Where the Heart Is)
- 2003 : The Deal
- 2003–2004 : Red Cap : Police militaire (Red Cap)
- 2004–2005 : River City
- 2005 : Where the Heart Is
- 2005 : The Man-Eating Wolves of Gysinge
- 2007–2009 : Robin des Bois (Robin Hood)
- 2007 : You Can Choose Your Friends
- 2007 : The Bill
- 2007–2008 : Kitchen Nightmares
- 2011 : Red Faction: Origins ; Corvallis
- 2011 : Skins ; Alan Precopp (1 épisode)
- 2011 : Médecins de combat ; Capitaine Fitz (12e épisode saison 1, Triage)
- 2011 : Red Faction: Origins ; Corvallis (téléfilm de science-fiction, USA)
- 2012 : Sherlock (série BBC) : L'aubergiste de Baskerville (saison 2, épisode 2)